# Sigurd
Sigurd (fornsvenska: Siughurdh, fornnordiska: Sigurðr), med varianten Sigvard och Sjul, är ett mansnamn med nordiskt ursprung, bildat av stammen i seger (sigr) och efterleden vard (varðr) – väktare (kognat med vårdare).
Namnet var relativt vanligt på 1920- och 1930-talen, men förekommer sparsamt bland yngre. I modern tid får några enstaka pojkar i varje årskull namnet som tilltalsnamn. Den 31 december 2014 fanns det totalt 5 341 personer i Sverige med namnet, varav 649 med det som tilltalsnamn. Samma år fanns det 233 personer med Sigurd som efternamn. År 2003 fick 27 pojkar namnet, varav 4 fick det som tilltalsnamn.
Sigurd har namnsdag den 10 januari sedan 1901. I den finlandssvenska namnsdagslängden har Sigurd namnsdag 10 januari sedan 1929, då en egen namnsdagskalender togs i bruk för finlandssvenskar.

## Personer med namnet Sigurd

### Historiska
- Sigurd Agrell, poet och runolog
- Sigurd Björling, operasångare
- Sigurd Bröms, ishockeyspelare
- Sigurd Curman, riksantikvarie
- Sigurd Dahlbäck, advokat, etnolog och författare
- Sigurd Erdtman, svensk författare och sångtextförfattare
- Sigurd Erixon, etnolog vid Nordiska museet, professor
- Sigurd Glans, journalist
- Sigurd Hoel, norsk författare
- Sigurd Jorsalafarare (ca 1090 - 1130), norsk kung
- Sigurd Ibsen, norsk politiker
- Sigurd Lewerentz, arkitekt
- Sigurd Lindholm, politiker (S), statsråd
- Sigurd Ribbing (1816-1899), professor och riksdagsman
- Sigurd Ribbing (1879-1934), ämbetsman och konsultatativt statsråd
- Sigurd Rushfeldt, norsk fotbollsspelare
- Sigurd Wallén, skådespelare och regissör
- Sigurd von Koch, musikanmälare, målare, diktare, kompositör och musiker
- Sigurd Ågren, kapellmästare
- Sigurd Åstrand, pedagog
- Jan Sigurd, författare, kompositör
- Kåge Sigurth, svensk TV-producent och manusförfattare

### Mytologiska
- Sigurd Fafnesbane - en hjälte i den nordiska mytologin.
- Sigurd Ring, svensk sagokung